# Cocksucker Blues
Cocksucker Blues er en aldrig udgivet dokumentarfilm af instruktøren Robert Frank, der blev optaget under den turné, The Rolling Stones afviklede i Nordamerika i 1972 i forlængelse af udgivelsen af albummet Exile on Main St.
Der var store forventninger til bandets turné, da de ikke havde besøgt USA siden katastrofen ved koncerten i 1969 i Altamont, hvor en fan, Meredith Hunter, blev dolket og slået til døde af Hells Angels-medlemmer. Udover koncertoptagelser indeholdt filmen også optagelser af livet bag scenen og viser udskejelser, liderlighed og hedonisme.
Filmen blev optaget med adskillige kameraer, der var til fri afbenyttelse af alle. Det gav mange optagelser bag scenen under afslappede, private omstændigheder. Resultatet var en film der gav publikum mulighed for at opleve backstage-fester med stofmisbrug, roadier, der klovner, homoseksuelle kunstnere og gruppen med sænkede parader.
Filmens titel stammer fra sangen "Cocksucker Blues", som Mick Jagger og Keith Richards skrev som den sidste Stones-single for Decca Records for at opfylde deres kontrakt. Sangens tekst og sprog blev valgt specielt for at irritere Decca-ledelsen, og nummeret blev derpå afvist af selskabet. Det blev først udgivet på et vesttysk opsamlingsalbum, The Rest of the Best, i 1983, men blev kaldt tilbage efter fire uger og derpå genudgivet uden denne sang.
Filmen blev genstand for en retssag, hvorunder det blev afgjort, at filmen kun måtte vises, hvis instruktøren er fysisk til stede. Retssagen blev aktuel som følge af en konflikt, der opstod, da bandet, som havde bestilt filmen, besluttede, at dens indhold var upassende, og ikke ønskede den vist, og instruktøren havde en anden opfattelse. Imidlertid findes der bootleg-kopier af filmen. Filmen har opnået en vis popularitet hos andre rockstjerner, såsom Marilyn Manson, der har udtalt at have set den og set sin stue i den (dele af den blev filmet ved Mary Astor House, på Appian Way i Laurel Canyon, Los Angeles, Californien, hvor Manson har boet siden slutningen af 1990'erne.)